# Barrington Bay
Barrington Bay – zatoka (ang. bay) w kanadyjskiej prowincji Nowa Szkocja, w hrabstwie Shelburne, na południowy zachód od miasta Shelburne; nazwa urzędowo zatwierdzona 2 lipca 1953.